# 난부 도시카쓰

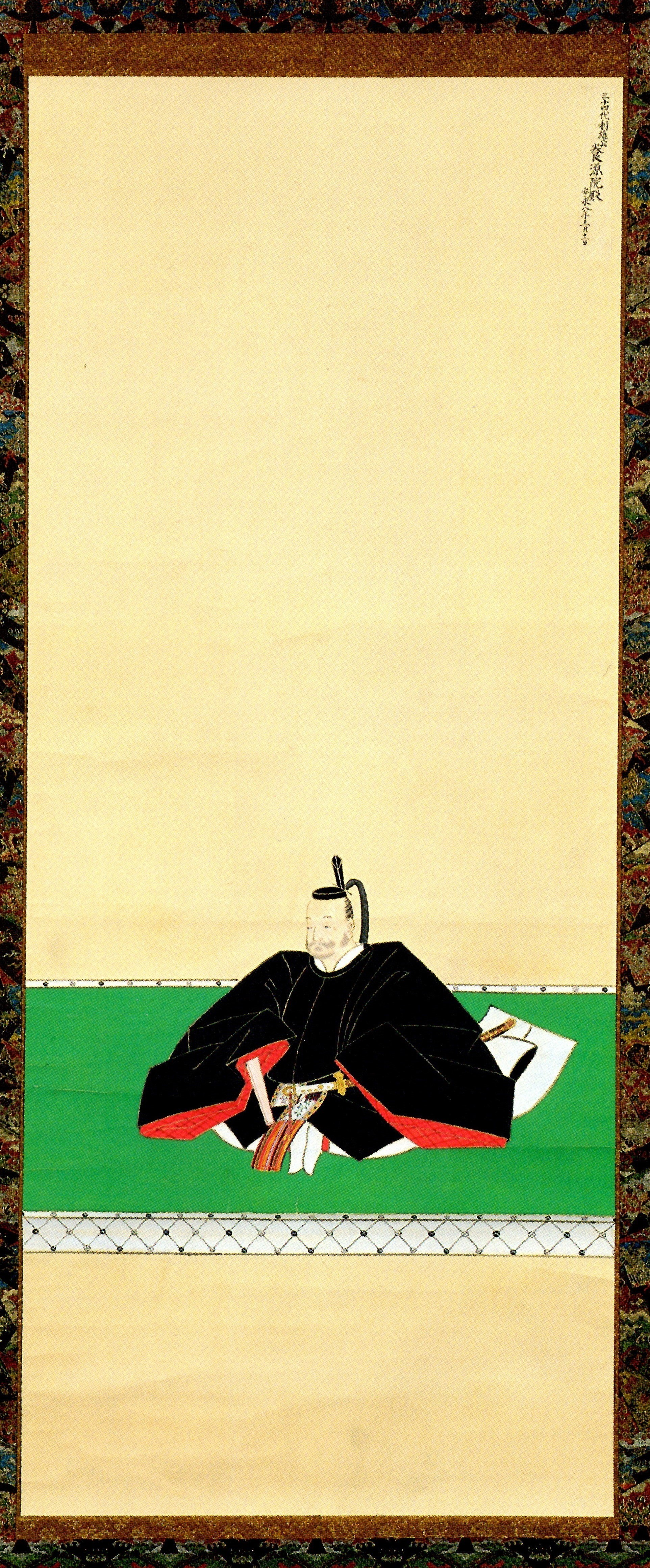
난부 도시카쓰 초상화

난부 도시카쓰(일본어: 南部利雄, 1724년 7월 30일 ~ 1780년 1월 11일)는 모리오카번의 8대 번주이다. 태어난 해는 1725년이라고도 한다. 관위는 종4위하, 다이젠노다이부(大膳大夫)이다.
6대 번주 난부 도시모토의 장남으로 태어났다. 1752년, 선대 번주이자 종형제인 난부 도시미가 사망하자 그 뒤를 이어 번주가 되었다. 1780년에 사망하였고, 도시미의 여섯 번째 아들인 난부 도시마사가 양자가 되어 번주직을 계승하였다.
| 전임 난부 도시미 | 제8대 모리오카번 번주 1752년 ~ 1780년 | 후임 난부 도시마사 |